# 1029 La Plata
1029 La Plata este un asteroid din centura principală, descoperit pe 28 aprilie 1924, de Juan Hartmann.